# Section de la Cité
La section de la Cité était, sous la Révolution française, une section révolutionnaire parisienne.

## Représentants
Elle était représentée à la Commune de Paris par :
- Pierre Jacques Legrand, né à Paris en 1743, homme d'affaires ou homme de loi demeurant rue de l'Enfer. Il est guillotiné le 11 thermidor an II (29 juillet 1794),
- Jean Henri Lenoir, ingénieur des mines demeurant 1 ou 5 rue de l'Enfer.
- Ponce Tanchon, né à Bourges en 1762, graveur, demeurant 39 rue des Marmousets puis 42 rue du Cloître-de-la-Raison ci-devant rue du Cloître-Notre-Dame. administrateur de police, guillotiné le 11 thermidor an II à 32 ans.

## Historique
La section de la Cité s’appelait « section Notre-Dame » avant de changer de nom à partir d’août 1792. Elle prit pendant quelques jours de brumaire an II le nom de « section de la Raison ».

## Territoire
Partie de l’île de la Cité, à l’est du boulevard du Palais.

## Limites
La rue de la Barillerie à droite, du pont Saint-Michel au pont au Change : elle est ensuite bornée au nord, à l’est et au sud, par la rivière.

## Intérieur
Le Marché Neuf, les rues de la Calandre, Saint-Éloi, aux Fèves, de la Draperie, de la Pelleterie, du Marché-Palu, de la Juiverie, de la Lanterne, du Haut-Moulin, des Marmouzets, de la Licorne, Saint-Christophe, Notre-Dame, des Ursins, Saint-Landry, d'Enfer, le cloître Notre-Dame, etc., et généralement tous les rues, culs-de-sac, places, etc., enclavés dans cette limite.

## Local
La section de la Cité se réunissait dans la salle du chapitre de Notre-Dame.

## Population
11 400 habitants, dont 770 économiquement faibles. La section comprenait 1 700 citoyens actifs.

## 9 Thermidor an II
Lors de la chute de Robespierre, le 9 thermidor an II (27 juillet 1794), la section fut le point central de Paris d’où partit l’insurrection du 31 mai 1793.
La section de la Cité resta fidèle à la Convention nationale, sauf Pierre Joseph Legrand et Ponce Tanchon qui soutinrent la Commune de Paris et furent guillotinés le 11 thermidor an II (29 juillet 1794).

## Évolution
Après le regroupement par quatre des sections révolutionnaires par la loi du 19 vendémiaire an IV (11 octobre 1795) qui porte création de 12 arrondissements, la présente section est maintenue comme subdivision administrative, puis devient, par arrêté préfectoral du 10 mai 1811, le quartier de la Cité (9e arrondissement de Paris).